# Lahotan
Lahotan est l'un des quatorze arrondissements de la commune de Savalou dans le département des Collines au centre du Bénin.

## Géographie
L'arrondissement de Lahotan est situé au centre du Bénin et compte 6 villages. Il s'agit de : 
- Agbomadin
- Aouankanme
- Dame
- Kpakpavissa
- Segbeya
- Komakidji.

## Démographie
Selon le recensement de la population de 2013 conduit par l'Institut national de la statistique et de l'analyse économique (INSAE), Lahotan compte 7455 habitants.